# III. třída okresu Rychnov nad Kněžnou
III. třída okresu Rychnov nad Kněžnou (Okresní přebor III. třídy) patří společně s ostatními třetími třídami mezi deváté nejvyšší fotbalové soutěže v Česku. Je řízena Okresním fotbalovým svazem Rychnov nad Kněžnou. Hraje se každý rok od léta do jara se zimní přestávkou. V sezóně 2015/16 se ji účastní 10 týmů z okresu Rychnov nad Kněžnou, každý s každým hraje jednou na domácím hřišti a jednou na hřišti soupeře. Celkem se tedy hraje 18 kol. Vítězem se stává tým s nejvyšším počtem bodů v tabulce a postupuje do II. třídy okresu Rychnov nad Kněžnou. Poslední dva týmy sestupují do IV. třídy okresu Rychnov nad Kněžnou. Do III. třídy vždy postupuje vítězný a druhý tým z IV. třídy.

## Vítězové

### III. třída okresu Rychnov nad Kněžnou
| Ročník    | Vítězný tým                        |
| --------- | ---------------------------------- |
| 2003/2004 | TJ Sokol Zdelov                    |
| 2004/2005 | TJ Sokol Voděrady                  |
| 2005/2006 | FC Domašín                         |
| 2006/2007 | TJ Sokol Kostelecká Lhota          |
| 2007/2008 | FC Domašín                         |
| 2008/2009 | FK Náchod-Deštné „C“               |
| 2009/2010 | TJ Baník Vamberk „B“               |
| 2010/2011 | SK FC Labuť Rychnov nad Kněžnou    |
| 2011/2012 | FC Roveň                           |
| 2012/2013 | 1. FC Rokytnice v Orlických horách |
| 2013/2014 | TJ Sokol Lukavice                  |
| 2014/2015 | FC České Meziříčí „B“              |
| 2015/2016 | FC Roveň                           |
| 2016/2017 | TJ Velešov Doudleby nad Orlicí „B“ |
| 2017/2018 | FC Spartak Rychnov n. Kněžnou „B“  |
| 2018/2019 |                                    |